# Сан-Салбазо-да-Гуардіола
Сан-Салбазо́-да-Гуардіо́ла (кат. Sant Salvador de Guardiola) — муніципалітет, розташований в Автономній області Каталонія, в Іспанії. Код муніципалітету за номенклатурою Інституту статистики Каталонії — 80983. Знаходиться у районі (кумарці) Бажас (коди району — 07 та BG) провінції Барселона, згідно з новою адміністративною реформою перебуватиме у складі Баґарії (округи) Центральна Каталонія.

## Населення
Населення міста (у 2007 р.) становить 2.970 осіб (з них менше 14 років — 17,3 %, від 15 до 64 — 69,7 %, понад 65 років — 13 %). У 2006 р. народжуваність склала 46 осіб, смертність — 21 особа, зареєстровано 19 шлюбів. У 2001 р. активне населення становило 1.131 особа, з них безробітних — 75 осіб.

Серед осіб, які проживали на території міста у 2001 р., 1.598 народилися в Каталонії (з них 887 осіб у тому самому районі, або кумарці), 462 особи приїхали з інших областей Іспанії, а 96 осіб приїхало з-за кордону. 

Університетську освіту має 6,2 % усього населення. 

У 2001 р. нараховувалося 773 домогосподарства (з них 19,7 % складалися з однієї особи, 30,3 % з двох осіб,21,3 % з 3 осіб, 19,4 % з 4 осіб, 6,9 % з 5 осіб, 1,7 % з 6 осіб, 0,6 % з 7 осіб, 0,1 % з 8 осіб і 0 % з 9 і більше осіб).

Активне населення міста у 2001 р. працювало у таких сферах діяльності: у сільському господарстві — 1 %, у промисловості — 36,1 %, на будівництві — 10 % і у сфері обслуговування — 52,8 %. 

 У муніципалітеті або у власному районі (кумарці) працює 753 особи, поза районом — 730 осіб.

### Безробіття
У 2007 р. нараховувалося 132 безробітних (у 2006 р. — 121 безробітний), з них чоловіки становили 38,6 %, а жінки — 61,4 %.

## Економіка

### Підприємства міста

#### Промислові підприємства
| \| Промислові підприємства міста, за сферою діяльності \| Промислові підприємства міста, за сферою діяльності \| Промислові підприємства міста, за сферою діяльності \| \| Рік \| 2002 р. \| 2001 р. \| \| --------------------------------------------------- \| --------------------------------------------------- \| --------------------------------------------------- \| \| Енергетичні та водні ресурси \| 3,8 % \| 4 % \| \| Хімія та метали \| 19,2 % \| 20 % \| \| Переробка металів \| 34,6 % \| 28 % \| \| Продукти харчування \| 7,7 % \| 12 % \| \| Текстиль \| 15,4 % \| 16 % \| \| Виробництво меблів, видання \| 15,4 % \| 16 % \| \| Інше \| 3,8 % \| 4 % \| \| Усього підприємств \| 26 \| 25 \| |         |         |
| Промислові підприємства міста, за сферою діяльності |         |         |
| Рік | 2002 р. | 2001 р. |
| Енергетичні та водні ресурси | 3,8 %   | 4 %     |
| Хімія та метали | 19,2 %  | 20 %    |
| Переробка металів | 34,6 %  | 28 %    |
| Продукти харчування | 7,7 %   | 12 %    |
| Текстиль | 15,4 %  | 16 %    |
| Виробництво меблів, видання | 15,4 %  | 16 %    |
| Інше | 3,8 %   | 4 %     |
| Усього підприємств | 26      | 25      |

#### Роздрібна торгівля
| \| Підприємства роздрібної торгівлі міста, за сферою діяльності \| Підприємства роздрібної торгівлі міста, за сферою діяльності \| Підприємства роздрібної торгівлі міста, за сферою діяльності \| \| Рік \| 2002 р. \| 2001 р. \| \| ------------------------------------------------------------ \| ------------------------------------------------------------ \| ------------------------------------------------------------ \| \| Продукти харчування \| 41,7 % \| 30,8 % \| \| Одяг та взуття \| 8,3 % \| 7,7 % \| \| Товари для дому \| 16,7 % \| 15,4 % \| \| Книги та періодичні видання \| 0 % \| 0 % \| \| Промислова хімічна продукція \| 16,7 % \| 15,4 % \| \| Продукція, пов'язана з транспортними засобами \| 0 % \| 0 % \| \| Інше \| 16,7 % \| 30,8 % \| \| Усього підприємств \| 12 \| 13 \| |         |         |
| Підприємства роздрібної торгівлі міста, за сферою діяльності |         |         |
| Рік | 2002 р. | 2001 р. |
| Продукти харчування | 41,7 %  | 30,8 %  |
| Одяг та взуття | 8,3 %   | 7,7 %   |
| Товари для дому | 16,7 %  | 15,4 %  |
| Книги та періодичні видання | 0 %     | 0 %     |
| Промислова хімічна продукція | 16,7 %  | 15,4 %  |
| Продукція, пов'язана з транспортними засобами | 0 %     | 0 %     |
| Інше | 16,7 %  | 30,8 %  |
| Усього підприємств | 12      | 13      |

#### Сфера послуг
| \| Підприємства міста, що працюють у сфері послуг, за діяльністю \| Підприємства міста, що працюють у сфері послуг, за діяльністю \| Підприємства міста, що працюють у сфері послуг, за діяльністю \| \| Рік \| 2002 р. \| 2001 р. \| \| ------------------------------------------------------------- \| ------------------------------------------------------------- \| ------------------------------------------------------------- \| \| Гуртова торгівля \| 12,7 % \| 11,7 % \| \| Готелі та готельний бізнес \| 14,3 % \| 13,3 % \| \| Транспорт та зв'язок \| 39,7 % \| 43,3 % \| \| Посередницькі фінансові послуги \| 3,2 % \| 3,3 % \| \| Послуги підприємствам \| 4,8 % \| 5 % \| \| Послуги фізичним особам \| 14,3 % \| 13,3 % \| \| Нерухомість та ін. \| 11,1 % \| 10 % \| \| Усього підприємств \| 63 \| 60 \| |         |         |
| Підприємства міста, що працюють у сфері послуг, за діяльністю |         |         |
| Рік | 2002 р. | 2001 р. |
| Гуртова торгівля | 12,7 %  | 11,7 %  |
| Готелі та готельний бізнес | 14,3 %  | 13,3 %  |
| Транспорт та зв'язок | 39,7 %  | 43,3 %  |
| Посередницькі фінансові послуги | 3,2 %   | 3,3 %   |
| Послуги підприємствам | 4,8 %   | 5 %     |
| Послуги фізичним особам | 14,3 %  | 13,3 %  |
| Нерухомість та ін. | 11,1 %  | 10 %    |
| Усього підприємств | 63      | 60      |

## Житловий фонд
У 2001 р. 8 % усіх родин (домогосподарств) мали житло метражем до 59 м2, 32,2 % — від 60 до 89 м2, 26,4 % — від 90 до 119 м2 і
33,4 % — понад 120 м2.

З усіх будівель у 2001 р. 72,9 % було одноповерховими, 24,3 % — двоповерховими, 2,8 % — триповерховими, 0 % — чотириповерховими, 0 % — п'ятиповерховими, 0 % — шестиповерховими,
0 % — семиповерховими, 0 % — з вісьмома та більше поверхами.

## Автопарк
| \| Автомобілі, зареєстровані у місті, за призначенням \| Автомобілі, зареєстровані у місті, за призначенням \| Автомобілі, зареєстровані у місті, за призначенням \| \| Рік \| 2006 р. \| 2005 р. \| \| -------------------------------------------------- \| -------------------------------------------------- \| -------------------------------------------------- \| \| Приватні автомобілі \| 62,6 % \| 63,7 % \| \| Мотоцикли \| 11,4 % \| 10,7 % \| \| Вантажівки \| 19,8 % \| 20 % \| \| Трактори \| 1,1 % \| 1 % \| \| Автобуси та ін. \| 5,2 % \| 4,6 % \| \| Усього автомобілів \| 2.411 шт. \| 2.261 шт. \| |           |           |
| Автомобілі, зареєстровані у місті, за призначенням |           |           |
| Рік | 2006 р.   | 2005 р.   |
| Приватні автомобілі | 62,6 %    | 63,7 %    |
| Мотоцикли | 11,4 %    | 10,7 %    |
| Вантажівки | 19,8 %    | 20 %      |
| Трактори | 1,1 %     | 1 %       |
| Автобуси та ін. | 5,2 %     | 4,6 %     |
| Усього автомобілів | 2.411 шт. | 2.261 шт. |

## Вживання каталанської мови
У 2001 р. каталанську мову у місті розуміли 98,8 % усього населення (у 1996 р. — 98,2 %), вміли говорити нею 87,2 % (у 1996 р. — 83,5 %), вміли читати 89,1 % (у 1996 р. — 80,8 %), вміли писати 67,5 % (у 1996 р. — 51,2 %). Не розуміли каталанської мови 1,2 %.

## Політичні уподобання
У виборах до Парламенту Каталонії у 2006 р. взяло участь 1.224 особи (у 2003 р. — 1.207 осіб). Голоси за політичні сили розподілилися таким чином:
| \| Вибори до Парламенту Каталонії \| Вибори до Парламенту Каталонії \| Вибори до Парламенту Каталонії \| \| Рік \| 2006 р. \| 2003 р. \| \| -------------------------------------- \| ------------------------------ \| ------------------------------ \| \| Конвергенція та Єднання (CiU) \| 38,6 % \| 40,8 % \| \| Соціалістична партія Каталонії (PSC) \| 20,6 % \| 21,9 % \| \| Народна партія (PP) \| 9,3 % \| 9,5 % \| \| Ініціатива за зелену Каталонію (IC) \| 9,3 % \| 5,6 % \| \| Республіканська лівиця Каталонії (ERC) \| 18,3 % \| 20,9 % \| \| Громадянська партія (C's) \| 1,6 % \| 0 % \| \| Інші \| 2,4 % \| 1,3 % \| |         |         |
| Вибори до Парламенту Каталонії |         |         |
| Рік | 2006 р. | 2003 р. |
| Конвергенція та Єднання (CiU) | 38,6 %  | 40,8 %  |
| Соціалістична партія Каталонії (PSC) | 20,6 %  | 21,9 %  |
| Народна партія (PP) | 9,3 %   | 9,5 %   |
| Ініціатива за зелену Каталонію (IC) | 9,3 %   | 5,6 %   |
| Республіканська лівиця Каталонії (ERC) | 18,3 %  | 20,9 %  |
| Громадянська партія (C's) | 1,6 %   | 0 %     |
| Інші | 2,4 %   | 1,3 %   |

У муніципальних виборах у 2007 р. взяло участь 1.583 особи (у 2003 р. — 1.313 осіб). Голоси за політичні сили розподілилися таким чином:
| \| Муніципальні вибори \| Муніципальні вибори \| Муніципальні вибори \| \| Рік \| 2007 р. \| 2003 р. \| \| -------------------------------------- \| ------------------- \| ------------------- \| \| Конвергенція та Єднання (CiU) \| 26,5 % \| 50,7 % \| \| Соціалістична партія Каталонії (PSC) \| 9,6 % \| 14,2 % \| \| Народна партія (PP) \| 4,1 % \| 6,5 % \| \| Ініціатива за зелену Каталонію (IC) \| 12 % \| 0 % \| \| Республіканська лівиця Каталонії (ERC) \| 13,6 % \| 28,6 % \| \| Громадянська партія (C's) \| 0 % \| 0 % \| \| Інші \| 34,2 % \| 0 % \| |         |         |
| Муніципальні вибори |         |         |
| Рік | 2007 р. | 2003 р. |
| Конвергенція та Єднання (CiU) | 26,5 %  | 50,7 %  |
| Соціалістична партія Каталонії (PSC) | 9,6 %   | 14,2 %  |
| Народна партія (PP) | 4,1 %   | 6,5 %   |
| Ініціатива за зелену Каталонію (IC) | 12 %    | 0 %     |
| Республіканська лівиця Каталонії (ERC) | 13,6 %  | 28,6 %  |
| Громадянська партія (C's) | 0 %     | 0 %     |
| Інші | 34,2 %  | 0 %     |